# Alkotórész (jog)
Az alkotórész vagy növedék egy dologgal olyképpen van tartósan egyesítve, hogy az elválasztással a dolog vagy elválasztott része elpusztulna, vagy használhatósága számottevően csökkenne. Az alkotórész elveszti az önálló dologi létét a dologkapcsolat során, a növedéknek pedig nem is volt önálló dologi léte.

## Az alkotórész
Egy összetett dolog (res composita) több egyszerű dologból áll, mégis egy dolognak minősülnek, ezeket az összetett dolgokat alkotó egyszerű dolgok tulajdonképpen az alkotórészek. Az alkotórész a kapcsolat során elveszti önálló mivoltát. Az összetett dolgok (ház, kocsi) mindig emberi tevékenységnek köszönhetik a létüket. Alkotórész például az autó kereke, a házba épített gerenda, egy számítógép áramkörei. A dolog és alkotórésze kapcsolatának tartósnak kell lennie. 

## A növedék
Ha egy meglévő dolognak egy másik dolog utólag az alkotórészévé válik, az a dolog növedéke. Emellett a növedék abban különbözik az alkotórésztől, hogy növedéke egységes dolognak is lehet, például az állat meghízik, így az ára megemelkedik. Itt a növedék haszon formájában realizálódik, és a "súlygyarapodás" nem tekinthető az állat alkotórészének. Az ingatlan tulajdonjogának származékos megszerzésének tipikus esete, amikor a föld tulajdonosa megszerzi mindazon dolgok tulajdonjogát, melyek utóbb váltak a föld alkotórészévé (például új épület, növényzet). 